# Regalismo

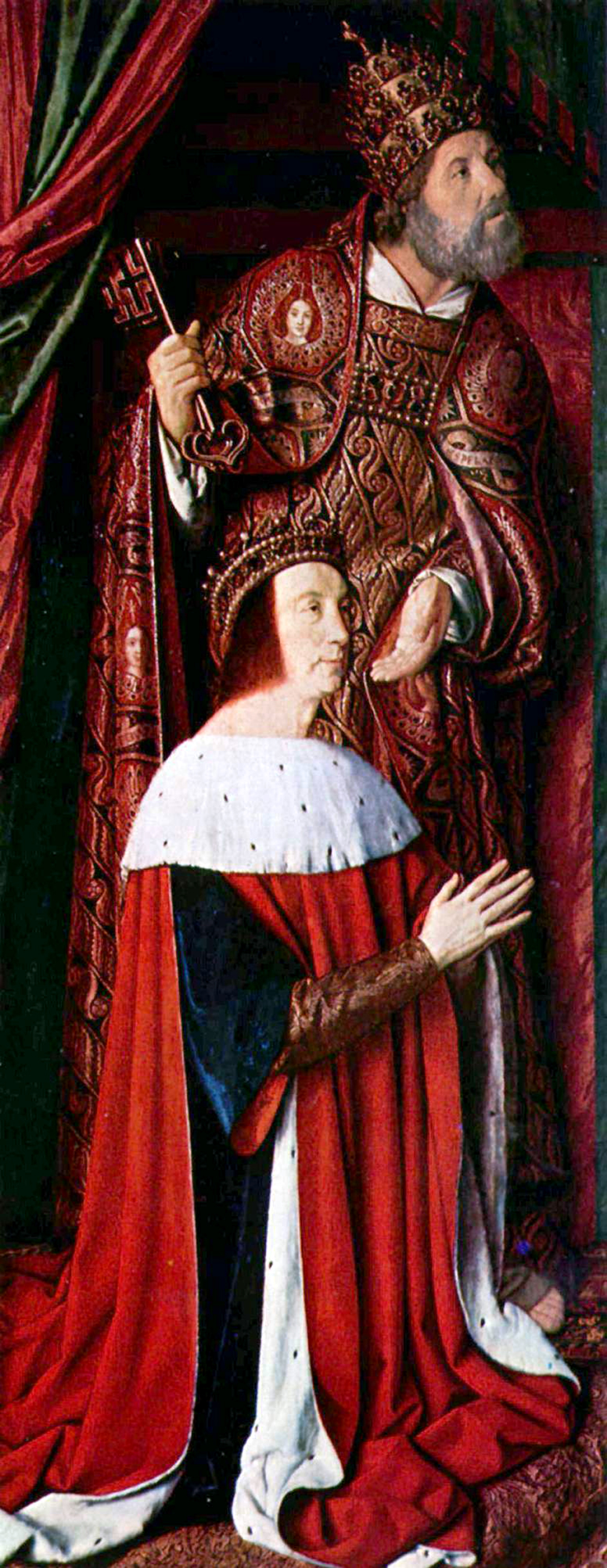
Fragmento del Tríptico de Moulins: Retrato de Pedro II de Borbón con San Pedro. La tiara y las llaves son los símbolos iconográficos del papa, su sucesor en la sede romana y portero del Reino de los Cielos. La corona y manto púrpura con armiño son símbolos de soberanía del duque (aunque en este caso, sólo fue regente, y la vinculación con san Pedro es por ser su patronímico). La posición orante de uno y la actitud de intermediación ante la divinidad del otro son clara indicación del reparto de sus funciones.

El regalismo es el conjunto de teorías y prácticas sustentadoras del derecho privativo de los reyes sobre determinadas regalías (derechos y prerrogativas inherentes a su soberanía) que tenían por finalidad controlar la acción de la Iglesia, especialmente en los asuntos que no coincidían con los dictados del Papa. Por este motivo es un concepto aplicable a las monarquías de la cristiandad latina u occidental, y tras la Reforma protestante, únicamente a los países católicos. 

## La Edad Media
En sus orígenes medievales tuvo una dimensión específica y una explicación económica, estratégica y de defensa contra las jurisdicciones señoriales. 
La posición de los imperiales en la lucha entre el Pontificado y el Imperio (ver querella de las investiduras, güelfos y gibelinos), muy lejanamente, apuntaba en una dirección regalista, al defender la primacía del poder civil sobre el poder eclesiástico, y acabó con la derrota del Sacro Imperio, que pasa a ser inoperante en la práctica. No obstante la ideología de ese conflicto (agustinismo político, teoría de las dos espadas, cesaropapismo, teocracia), aplicada por las monarquías autoritarias desde la Baja Edad Media, llevó directamente a lo que fue el regalismo.
Como quiera que las monarquías feudales de Europa occidental se apoyaron en el papado para independizarse de la teórica sujeción de vasallaje al Emperador o a los reinos de los que se segregan (caso de Portugal frente a León, por ejemplo), la relación monarquía-papado parecía más amistosa que conflictiva. De hecho, la autoridad papal y sus instrumentos (órdenes religiosas como Cluny) habían sido compartidos eficazmente con los reyes (Francia, Castilla) en mutuo beneficio.
La crisis de la Baja Edad Media (Papado de Aviñón, cisma de Occidente) fue desprestigiando el poder papal hasta extremos que parecían justificar una intervención de los reyes, que incluso pudieron decidir poner la fidelidad de su reino en un pretendiente a papa o en otro, ya que las excomuniones cruzadas por todos ellos devaluaban la eficacia de la hasta entonces tan terrible sanción.

## Renacimiento y Reforma
La recuperación del poder y del prestigio papal durante el Renacimiento no fue suficiente para evitar la Reforma luterana, que pone a los príncipes alemanes al frente de sus iglesias nacionales, y más tarde el cisma de Enrique VIII. A pesar de coincidir con el regalismo en cuanto al control de las autoridades civiles sobre las autoridades eclesiásticas de la Iglesia y la nacionalización de ésta, ambos parten de una argumentación teológica que supera los límites del catolicismo tal como se definirá en el Concilio de Trento. El término regalismo se aplica a las monarquías que siguieron siendo católicas.

## Absolutismo
En el tránsito de las monarquías autoritarias hacia el absolutismo, sobre todo la francesa de Luis XIV, el regalismo se fue cifrando en la confrontación permanente entre el poder monárquico y el pontificio por control de dominios discutibles: retención de bulas, inmunidades, patronato sobre las iglesias, recursos de fuerza. La Asamblea del clero francés de 1681-1682 aprobó un texto redactado por Bossuet, la "Declaratio cleri gallicani", por el que se conoce como galicanismo a esta forma de regalismo. El propio Luis XIV proclama en 1692 su contenido como libertades galicanas, actuando en la práctica como jefe de la Iglesia en Francia, en frágil equilibrio con el papa, que sin aceptarlo prefiere no tensar la situación para no provocar un cisma como el anglicano.

## Regalismo en España
La visión de la historiografía tradicionalista (Marcelino Menéndez Pelayo) restringía el regalismo a una pretensión extranjerizante y borbónica que en la católica España de los Habsburgo no habría tenido cabida y solo comenzaría con Felipe V (el nieto de Luis XIV) en 1700.
No obstante, los derechos de los reyes Habsburgo eran ya en el siglo XVII, y lo venían siendo desde los Reyes Católicos, bastante mayores que los de los franceses contemporáneos (control de la Inquisición, derecho de presentación de obispos, patronato regio o de Indias, participación en diezmos, etc.) No faltaron teóricos que se pueden considerar regalistas en el siglo XVII, como Francisco Salgado. Un precedente importante de las reclamaciones regalistas del XVIII frente a la Santa Sede es el Memorial que, en 1633, habían presentado a Roma en nombre de Felipe IV el obispo de Córdoba Pedro de Pimentel y el consejero de Castilla Juan de Chumacero, reclamando contra los abusos de la intervención del papa en el interior de la Monarquía Católica.
Lo cierto es que aquella gestión no dio fruto, y que con Felipe V las reclamaciones fueron mucho más activas: en 1709, el virrey de Aragón Solís, y en 1713 el fiscal real Melchor de Macanaz, preparan sucesivos memoriales. En 1717 se llega a un tímido acuerdo que es en seguida abandonado por ser considerado insuficiente para España. En 1737, tras la investigación del abad de Vivanco, que encuentra 30.000 beneficios eclesiásticos que escapan al patronato real en beneficio del papa, se llega a un concordato que sufre la misma suerte. No obstante, o quizá por ello mismo, los negociadores de dichos concordatos, Alberoni el de 1717 y Gaspar de Molina el de 1737, fueron elevados al rango de Cardenal.
Más trascendencia tuvo el Concordato de 1753, en el reinado siguiente, con Fernando VI en el trono de Madrid y Benedicto XIV en la Cátedra de San Pedro. Los negociadores fueron el marqués de la Ensenada y el Padre Rávago (confesor del rey, de la Compañía de Jesús). Consiguieron la concesión por el papa a los reyes de España del Patronato universal en sus reinos, lo que puso en sus manos de hecho el control de la Iglesia española como ya tenían el de América. Gregorio Mayáns y Siscar comentó jurídicamente los referidos acuerdos.
En cuanto a la prerrogativa de Regium exequatur (que confiere a los reyes el derecho de retener hasta dar su aprobación las bulas y breves papales), había sido utilizada en el siglo XVI por Carlos V y Felipe II y cayó en desuso al siglo siguiente. El regalismo de cuño borbónico no hizo más que restaurar la regia prerrogativa en tiempos de Carlos III (18 de enero de 1762) y ampliar su aplicación a los asuntos relacionados con el dogma. La razón había sido la polémica por la condena de la Exposition de la doctine chrétienne de François Philippe Mesenguey. De todas maneras, al poco tiempo el exequatur se declaró en suspenso.
Además se establecieron los recursos de fuerza, por los cuales la administración de justicia civil (Audiencias y Consejo de Castilla) revisaría en apelación las sentencias de los tribunales eclesiásticos, pudiendo revocarlas y dictar otras si encontraban vicios de procedimiento.
Sumado a todo ello, la expulsión de la Compañía de Jesús (la más vinculada al papa) en 1767 representó el punto más extremo al que llegó la política de orientación regalista en el siglo XVIII, bajo el reinado de Carlos III, influido por Tanucci y el denominado "partido jansenista" (Pedro Rodríguez Campomanes). La orientación regalista también se encauzó hacia otros asuntos económicamente muy sustanciosos: el expediente sobre amortización eclesiástica inspirado por el texto de Campomanes Tratado de laz Regalía de Amortización (1765, al que se oponía el fiscal del Consejo de Castilla Lope de Sierra, dejándolo el rey sin resolver); la reforma del excusado (teóricamente el diezmo del mayor contribuyente de cada parroquia), que consiguió ascender el pago general acordado con el clero por ese concepto de 250.000 a 900.000 ducados, en vista de la posibilidad de que el estado se pusiera a cobrarlo efectivamente; y distintas disposiciones que afectaban al clero regular (prohibición de cuestaciones en las eras excepto a los franciscanos, mercedarios y trinitarios; prohibición de ocupaciones temporales a los monjes -1767-, y ajuste del número de religiosos de cada convento a sus ingresos -1770-).
En el reinado de Carlos IV se produjo el intento más extremado de política regalista, primero con la embajada a Roma de marzo de 1797 (Rafael Múzquiz, Antonio Despuig y Francisco Antonio de Lorenzana) y posteriormente con el denominado decreto de Urquijo (5 de septiembre de 1799, redactado por José de Espiga y con el apoyo de la denominada facción jansenista), que se revocó el 29 de marzo de 1800, sustituyéndose a Urquijo por Godoy (que encabezaba la facción denominada jesuita o beata).